# Cactosoma chilense
Cactosoma chilense is een zeeanemonensoort uit de familie van de Halcampidae. De wetenschappelijke naam van de soort is voor het eerst geldig gepubliceerd in 1904 door McMurrich.